# Sisara (Oratorium)

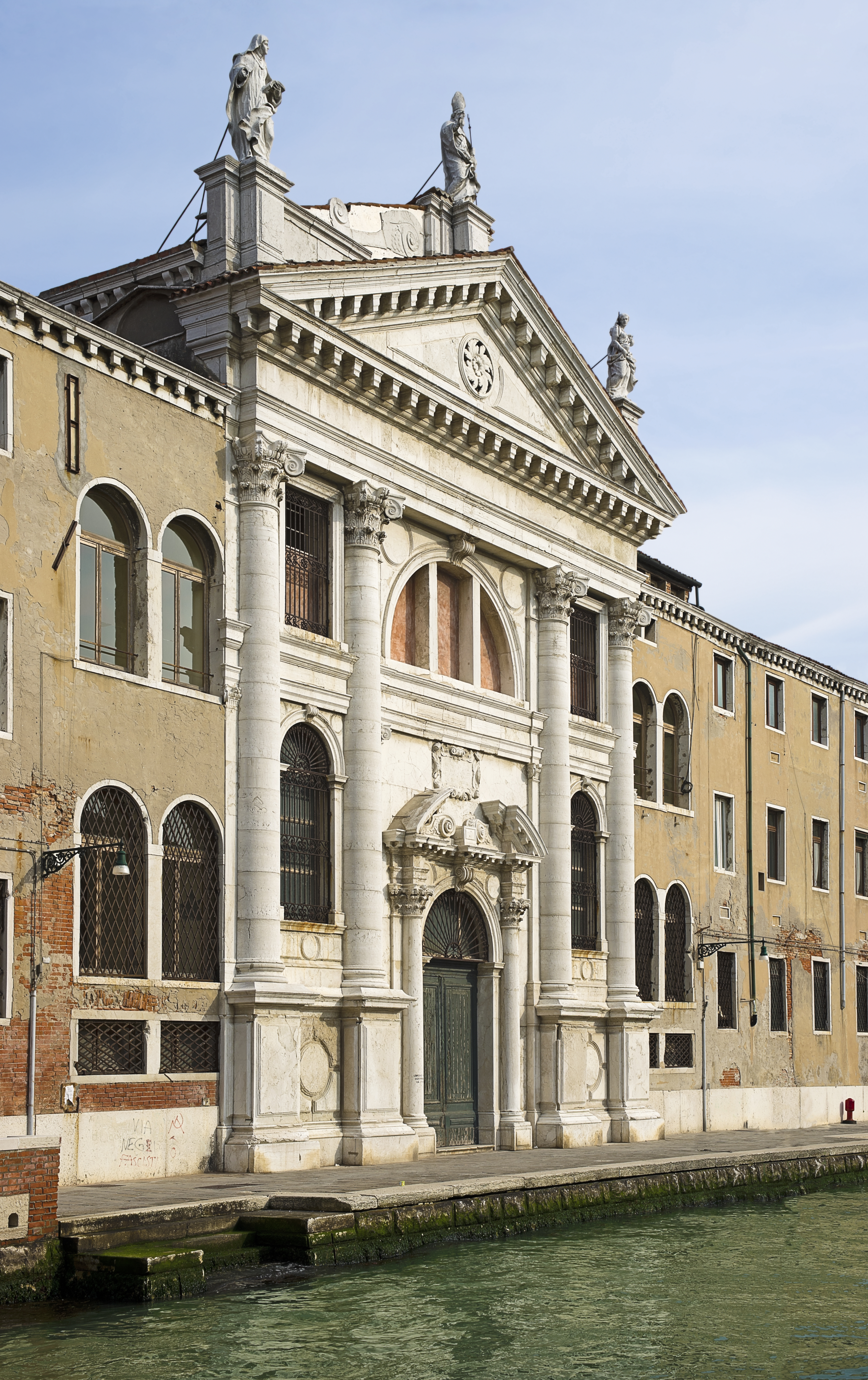
Chiesa di San Lazzaro dei Mendicanti, Venedig

Sisara ist der Titel eines Oratoriums, komponiert vom bayerischen Johann Simon Mayr und uraufgeführt in Venedig 1793 in der Kirche San Lazzaro dei Mendicanti. Das Libretto auf Latein stammt von Giuseppe Foppa.
Die Handlung ist dem Alten Testament, Ri 4,4-24 , entnommen und besteht aus zwei Teilen. Die zentrale Figur ist Sisara, der General der Armee des Königs von Kanaan, der über die Israeliten herrscht.